# Paysera

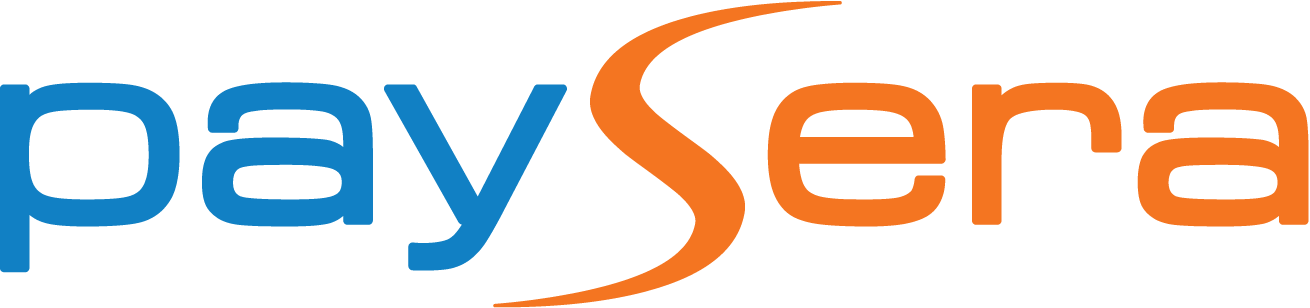
Logo firmy

Paysera LT (do 2008 r. – UAB „Elektroniniai verslo projektai”; do 2016 r. – ZSA „EVP International“) – litewska spółka świadcząca usługi rozliczeń elektronicznych. Spółka utworzyła i zarządza systemem rozliczeniowym „Paysera”. „Paysera LT” współpracuje z partnerami z ponad 184 państw świata.

## Kalendarium
- 2006 r. utworzona została platforma płatnicza www.mokejimai.lt;
- 2012 r. Ministerstwo Gospodarki Litwy odznaczyło spółkę “Za zasługi w biznesie” i przyznała jej nominację najlepszej wśród “Liderów rozwiązań innowacyjnych”.
- 2012 r. 27 września decyzją Banku Litwy spółce została wydana licencja emisyjna pieniądza elektronicznego nadająca prawo prowadzenia działalności związanej z emisją pieniędzy elektronicznych oraz świadczenia usług płatniczych na Litwie i wszystkich innych krajach Unii Europejskiej[1]. Tym samym rozpoczęła się ekspansja zagraniczna, kiedy w 2013 r. został przedstawiony portal z nazwą „Paysera”;
- 2014 r. we wrześniu adres portalu Mokėjimai.lt został zmieniony na Paysera.lt.
- 2016 r. startowała platforma rozpowszechniania biletów „Paysera Tickets”[2].